# واسیلی ولسکی

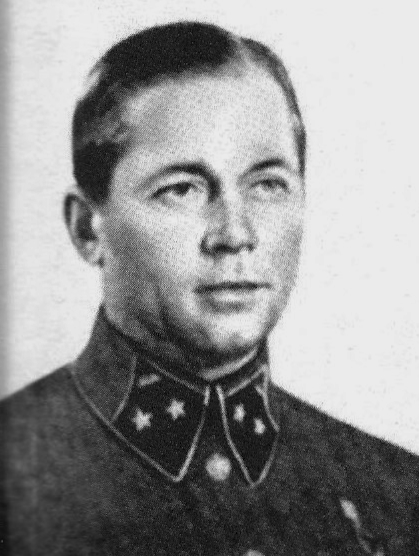
نگاره‌ٔ ارتشبد واسیلی تیموفیویچ ولسکی - ۱۹۴۲

واسیلی تیموفیویچ ولسکی (به روسی: Василий Тимофеевич Вольский) (۱۰ مارس ۱۸۹۷ استان تولا، امپراتوری روسیه-۲۲ فوریه ۱۹۴۶ مسکو، اتحاد جماهیر سوسیالیستی شوروی) ارتشبد نیروهای زرهی و تانک اتحاد جماهیر سوسیالیستی شوروی است.

بین سال‌های ۱۹۳۹ تا ۱۹۴۱ ولسکی ریاست آموزشگاه مکانیزاسیون و موتوراسیون شوروری را بر عهده داشت. او سپس فرماندهی لشکر چهارم مکانیزه را در نبرد استالینگراد در اواخر سال ۱۹۴۲ بر عهده گرفت. وی نگرانی‌هایی در مورد برنامه‌ریزی عملیات اورانوس داشت به همین خاطر در نامه‌ای شخصی به ژوزف استالین به عنوان یک کمونیست خوب به او هشدار داد که حمله شکست خواهد خورد. در سال ۱۹۴۳ ولسکی فرمانده ارتش سوم تانک شد؛ در سال ۱۹۴۴ فرمانده ارتش پنجم تانک بود و به درجه سرهنگ عمومی نایل گشت. ولسکی در مارس ۱۹۴۵ در بیمارستان بستری شد و در ۲۲ فوریه ۱۹۴۶ بر اثر بیماری سل درگذشت.